# Sondážní raketa

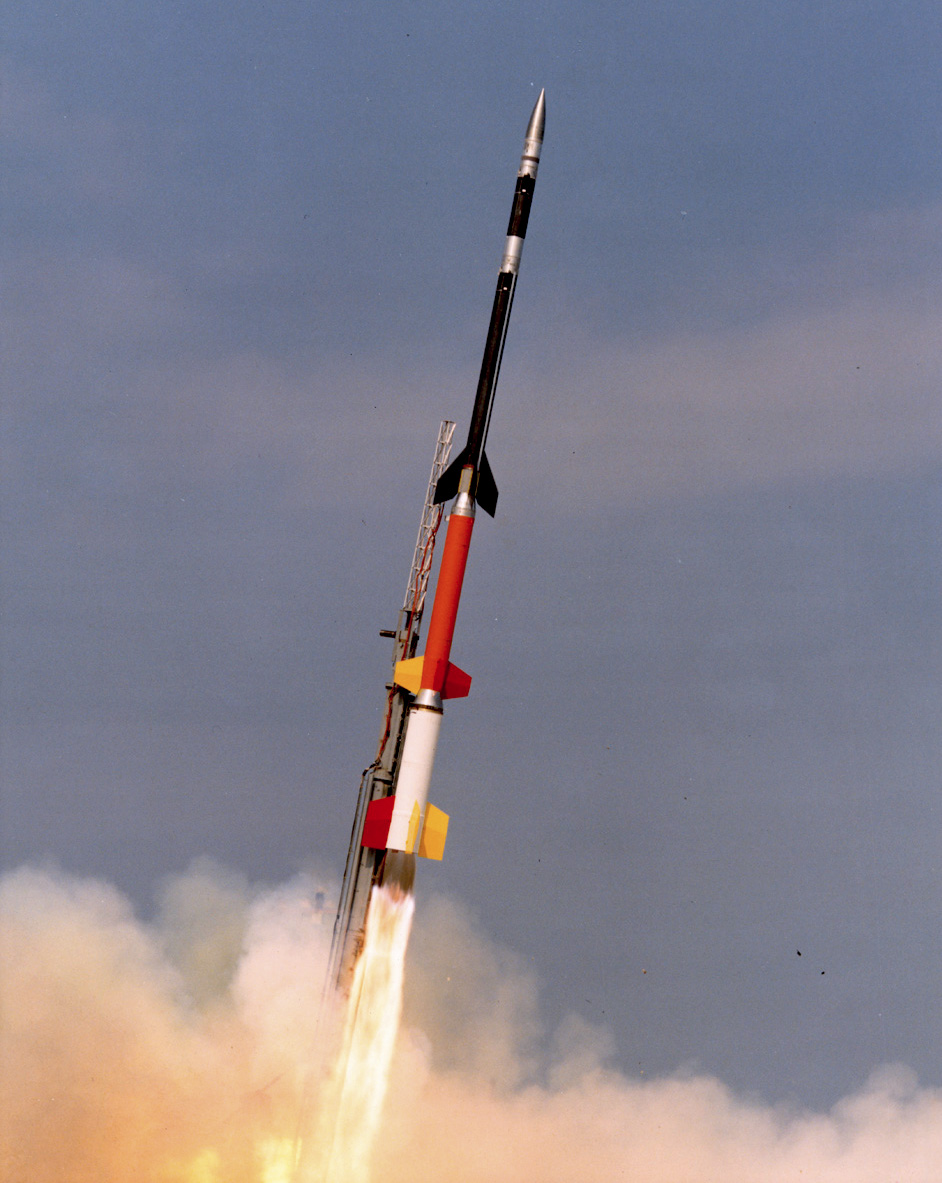
Raketa Black Brant XII startuje z kosmodromu na ostrově Wallops.

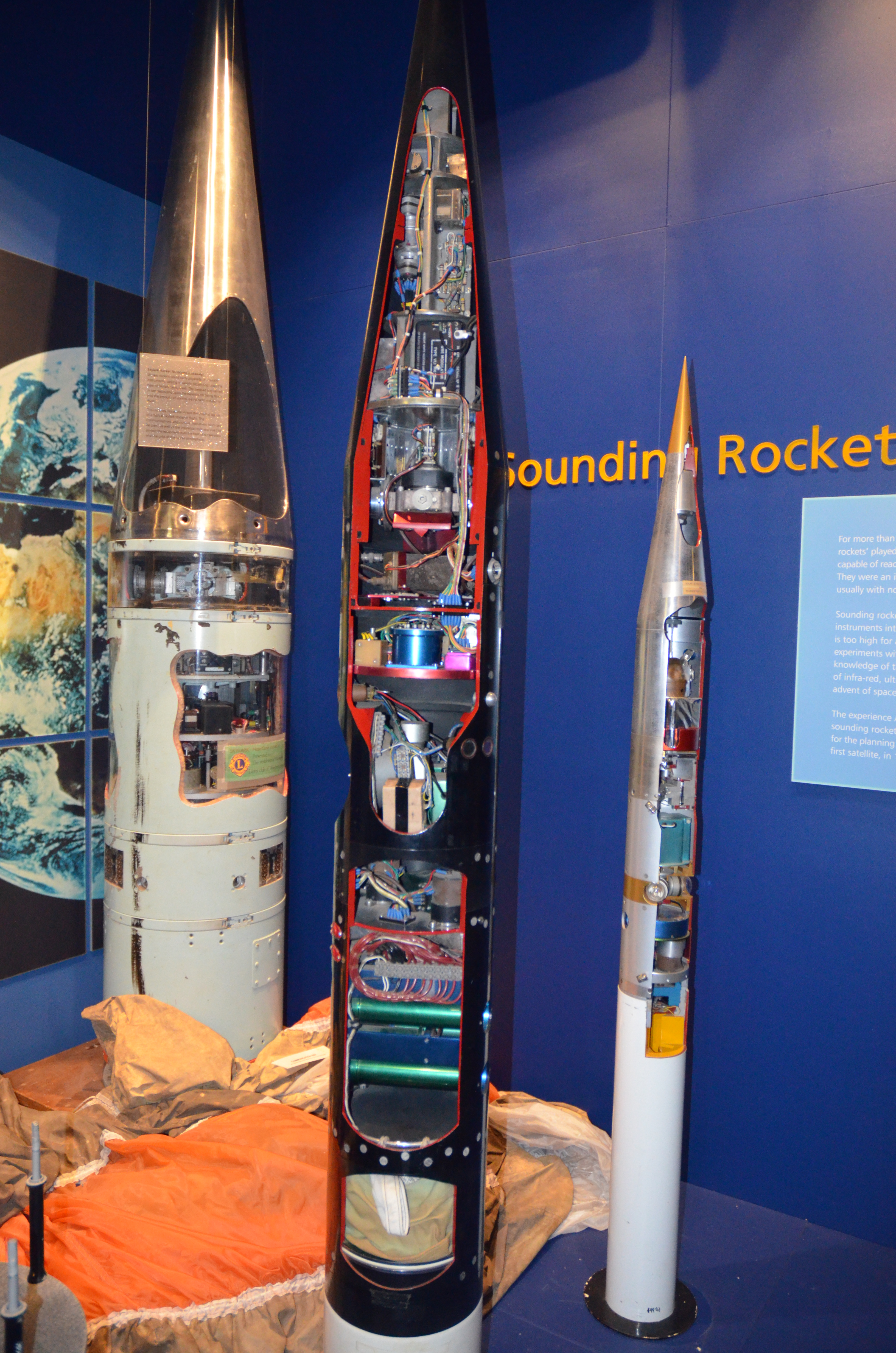
Průřez sondážní raketou

Sondážní raketa je raketa, která nese přístroje sloužící k provádění vědeckých pokusů a k měření během suborbitálního letu. Rakety většinou dosahují vrcholu dráhy ve výšce 50 až 1500 km nad Zemí, což je oblast mezi maximální výškou dosažitelnou pro meteorologické balony (asi 40 km) a minimální výškou pro satelity (asi 120 km). Některé sondážní rakety, jako například Black Brant X a XII, mají apogeum neboli vrchol dráhy letu mezi 1000 a 1500 kilometry, což je nejvíc v této třídě.
Sondážní rakety často používají nadbytečné vojenské raketové motory. NASA pro své vylepšené rakety Orion vysílané s nákladem 270–450 kg do exoatmosféry (100–200 km) běžně používá motory Terrier Mk 70.

## Koncepce

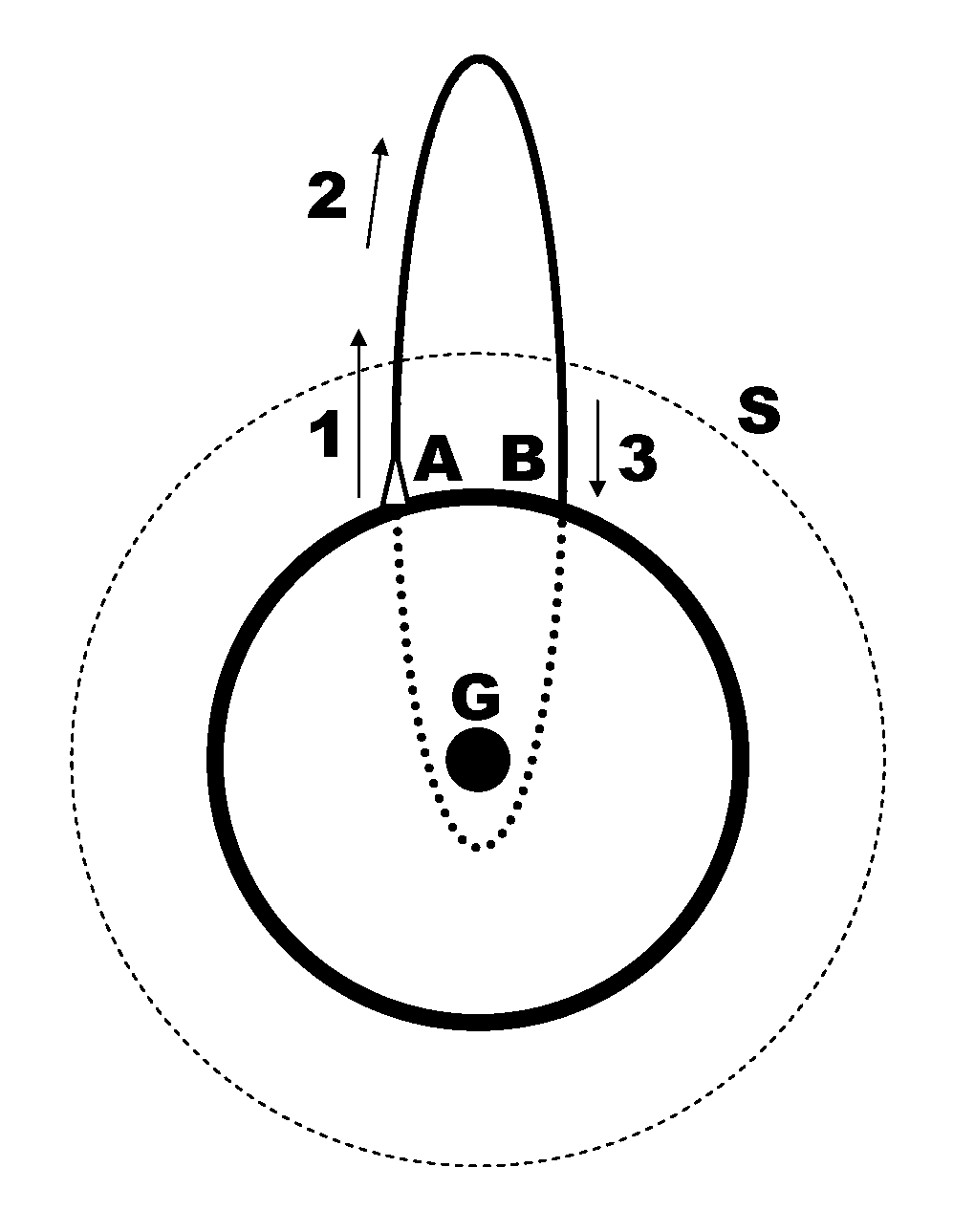
Schéma suborbitálního letu, A – start, B – přistání, G – těžiště Země, S – stratosféra, 1 – vzlet, 2 – mikrogravitace, 3 – návrat. Setrvačný let probíhá po elipse, v jejímž ohnisku se nachází těžiště Země.

Sondážní raketa se obvykle skládá z rakety s motorem na tuhé palivo a užitečného, vědeckého, nákladu. Let probíhá po eliptické oběžné dráze protínající povrch Země, s vertikální poloosou. Dosažení vrcholu – apogea – nastává za méně než 30 minut, obvykle mezi 5. až 20. minutou letu. Raketa se po spotřebování paliva v prvním stupni oddělí a odpadne, zatímco náklad pokračuje v letu samostatně a po dosažení apogea a návratu do stratosféry přistane na zemi pomocí padáku.

## Výhody
Sondážní rakety jsou výhodné pro svoji nízkou cenu, krátkou dobu přípravy startu (někdy méně než 6 měsíců) a schopnost provádět výzkum v oblastech (výškách), jež nejsou dosažitelné pro horkovzdušné balony či orbitální satelity. Používají se též k testování konstrukcí a zařízení, jež mají být použity v dražších orbitálních satelitech a raketách. Menší rozměry sondážních raket umožňují jejich start z dočasných základen, čímž umožňují vědecká bádání na odlehlých stanovištích, dokonce i uprostřed oceánu, kde je lze odpalovat z lodí.

## Využití
Sondážní rakety se běžně používají k:
- Výzkumu, který vyžaduje přímé měření v horních vrstvách atmosféry.
- Ultrafialové a rentgenové radioastronomii, jež vyžadují měření nad hustou atmosférou.
- Mikrogravitačnímu výzkumu, který využívá několik minut v čase od vypnutí motoru po návrat do stratosféry, kdy je zařízení ve stavu podobném mikrogravitaci – beztížnému stavu.